# RSX

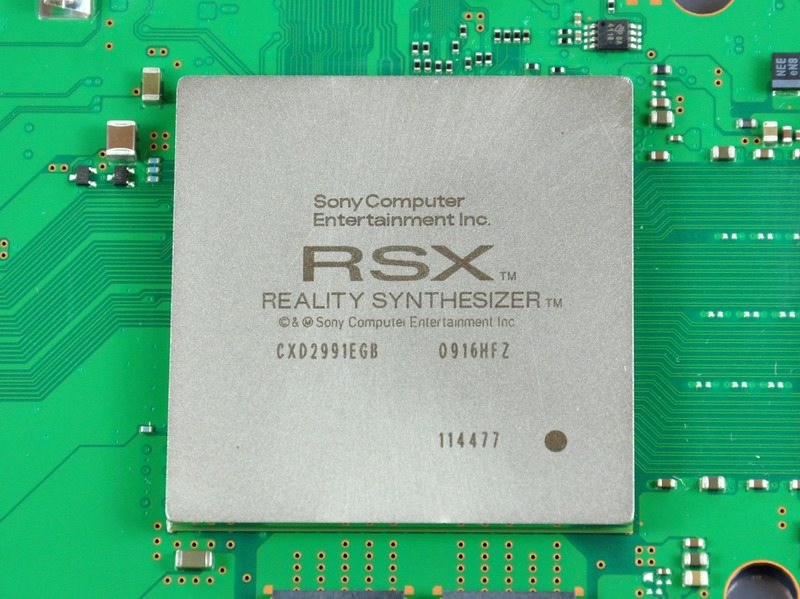
RSX на материнской плате PlayStation 3

RSX — графический процессор, совместно разработанный компаниями NVIDIA и Sony для игровой приставки PlayStation 3.

## Спецификации
- 550 МГц G71 по технологии производства 90 нм[1] (переход на 65 нм в 2008, на 40 нм в 2010 и на 28 нм в 2013)
  - 278+ миллионов транзисторов (241 миллионов у процессора Cell)[2]
  - Многопоточная программируемая конвейерная обработка шейдеров.[3]
    - Раздельная архитектура пиксельных и вершинных шейдеров
    - 24 пиксельных конвейера
      - 5 ALU операций на поток/цикл
      - 27 операций с числами с плавающей запятой на поток/цикл[4]

    - 8 параллельных вершинных потоков
      - 2 ALU операций на поток/цикл
      - 10 операций с плавающей запятой на поток/цикл

    - Максимальная скорость обработки вершин составляет 1.1 миллиарда элементов в секунду
      - Обработка полигонов: 412.5 миллионов полигонов в секунду

    - Максимальная скорость шейдерных операций составляет 100 миллиардов операций в секунду
    - Количество операций с плавающей запятой в секунду: 364 миллиарда в секунду ((27*24+8*10)*500)

  - 24 блоков текстурной фильтрации и 8 блоков адресации вершинных текстур
    - Фильтрация 24 текстур за такт
      - Максимум обработки текселей: 12 гигатекселей в секунду (24 текстуры * 500 МГц)

    - 32 нефильтрованные текстуры за такт (8 TA x 4 текстуры)

  - 8 рендерных блоков / пиксельных рендерных потока
    - Пиковая пиксельная обработка (теоретический предел): 4,4 гигапикселя в секунду
    - Максимальная скорость обработки экземпляров Z-буфера: 8.0 миллиардов в секунду (2 Z-экземпляра * 8 ROPs * 500 МГц)
    - Максимальная скорость обработки антиалиасинга: 8.0 миллиардов экземпляров в секунду (2 AA экземпляра * 8 ROPs * 500 МГц)

  - Максимум единичных операций: 51 миллиард в секунду[1]
  - 128-битная пиксельная точность при обработке сцен с High Dynamic Range rendering (HDR)
  - 256 МБ GDDR3 RAM, работающей на частоте 650 МГц[1][3]
    - 128-битная шина
    - 22,4 ГБ/сек на чтение и запись

  - шина FlexIO процессора Cell:
    - 20 ГБ/сек чтение из XDR-памяти
    - 15 ГБ/сек запись в XDR-память

  - Поддержка OpenGL ES 2.0
  - Поддержка S3TC сжатия текстур[5]

## Пресс-релизы
Спецификации от Sony были напечатаны в PlayStation Magazine, в котором говорилось о том, что «RSX использует большую часть технологий NVIDIA 7900GTX, который основывается на архитектуре G71. С появлением G71 стало возможным обеспечивать исполнение 136 шейдерных операций за один период тактовых импульсов, и ожидается, что RSX получит то же число параллельных пиксельных и вершинных шейдерных потоков, что и G71, обладающий 24 пиксельными и 8 вершинными потоками».
Глава компании NVIDIA Дженсен Хуанг заявил на пресс-конференции Sony, проходящей в рамках E3 2005, о том, что RSX по производительности превзойдёт две видеокарты GeForce 6800 Ultra.